# 三礼注
三礼注專指東漢經學家鄭玄為《儀禮》、《禮記》、《周禮》所做的注解，成書年代在公元167-184年，那時他剛從老師馬融門下學成而歸而剛正好受黨錮之鍋牽連而閉門著書立說。三禮之學被稱為鄭學。
唐代時，孔穎達等人首先接著鄭注撰寫了《禮記正義》，賈公彥撰寫《儀禮疏》、《周禮疏》；明清以降，鄭注與孔、賈疏都被列入十三經注疏體系中。
1. 1 2  杨天宇. . 中国社会科学出版社. 2008: 7.